# Egira variabilis
Egira variabilis är en fjärilsart som beskrevs av Smith 1891. Egira variabilis ingår i släktet Egira och familjen nattflyn. Inga underarter finns listade i Catalogue of Life.